# Pandí diplomacie

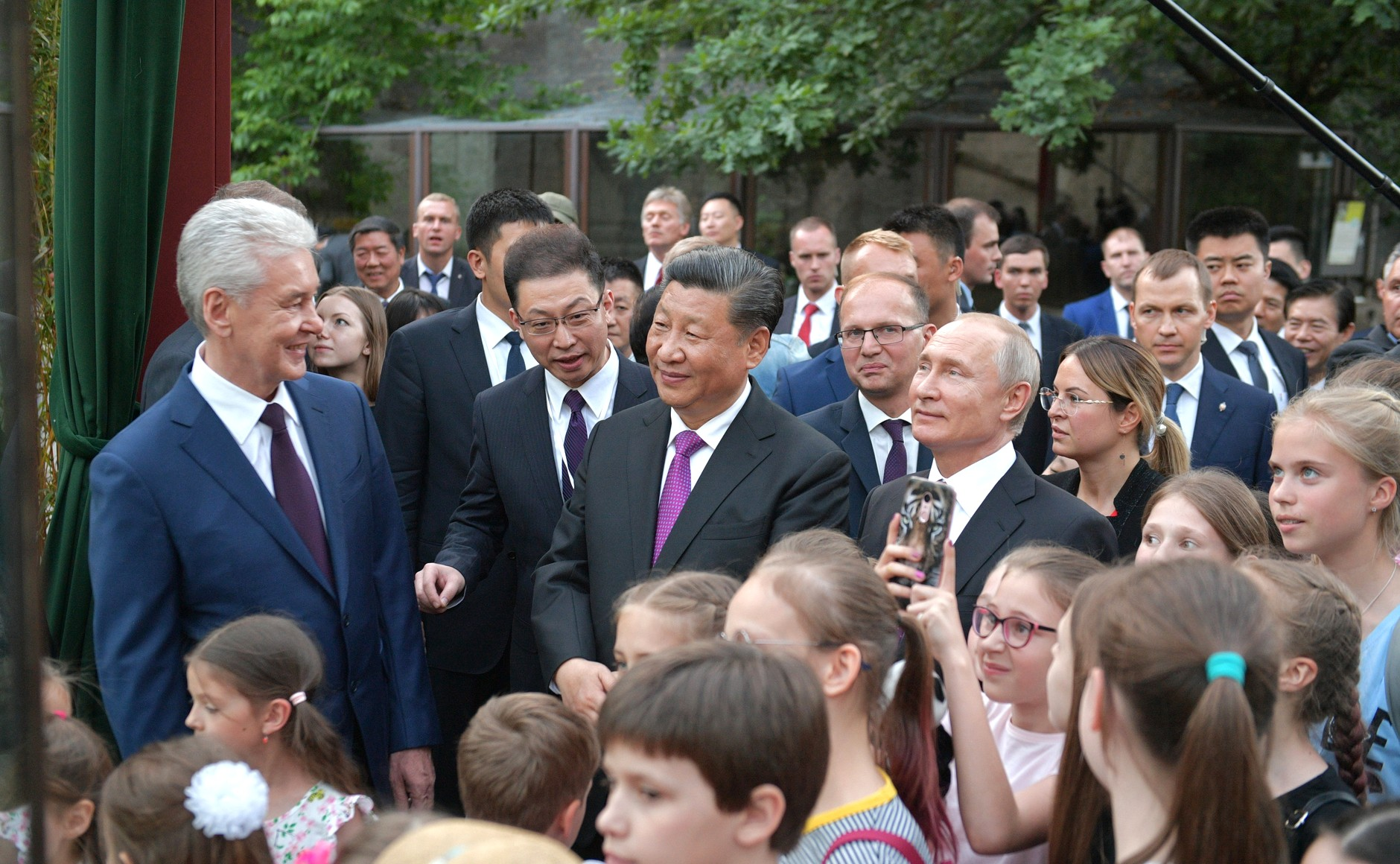
Ruský prezident Vladimir Putin a čínský prezident Si Ťin-pching během předání dvou pand Moskevské zoo, 2019

Pandí diplomacie je výraz popisující čínskou praktiku darování a pronajímání zranitelných pand velkých ostatním státům k upevňování dobrých diplomatických vztahů.
Existují záznamy, podle kterých měla císařovna říše Tchang Wu Ce-tchien v roce 685 zaslat na japonský dvůr císaře Temmua pár medvědů, pravděpodobně pand. Také Čankajšek odeslal během druhé světové války dvě pandy do zoo v newyorském Bronxu jako poděkování za americkou pomoc. Pandy velké byly ale po dlouhou dobu i v Číně relativně neznámé a o „pandí diplomacii“ se začalo mluvit teprve během Studené války. V roce 2017 bylo takto umístěno do zahraničních zoologických zahrad 70 zvířat.

## Během Studené války

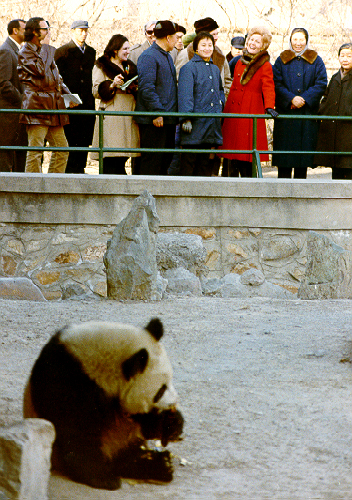
První dáma USA Pat Nixonová si prohlíží pandy v Pekingské zoo, 1972

Čínská lidová republika začala častěji používat pandy jako nástroj diplomacie v 50. letech 20. století. Mezi lety 1957 až 1983 bylo celkem 24 pand darováno devíti státům jako symbol přátelství. Mezi nimi například Severní Korea, Sovětský svaz, Spojené království nebo Spojené státy americké.
Během Nixonovy prezidentské návštěvy Číny v roce 1972 Mao Ce-tung přislíbil převézt dvě pandy do americké zoologické zahrady. Na oplátku Nixon daroval Číně pár pižmoňů severních. Po jejich příjezdu v dubnu 1972 první dáma Pat Nixonová pandy Ling Ling a Sing Sing oficiálně darovala National Zoo ve Washingtonu, D.C. Pandy si při první příležitosti prohlédlo přes 20 000 návštěvníků a odhadem 1 100 000 lidí je vidělo během jejich prvního roku v USA. Pandy se těšily velké oblibě a jejich darování bylo považováno za významný úspěch čínské diplomacie a důkaz ochoty navázat se „Západem“ oficiální mezinárodní vztahy. V roce 1974, motivován tímto úspěchem, požádal premiér Spojeného království Edward Heath o darování pand při návštěvě Číny. Pár Ťing Ťing a Ťia Ťia dorazil do Londýnské zoo o několik týdnů později. Ve stejné zoo v letech 1958–1972 pobývala velmi populární panda Ťi Ťi, která se stala inspirací pro logo WWF.

## Zapůjčení
V roce 1984 pozměnil reformátor a de facto vůdce Číny Teng Siao-pching politiku tak, že všechny další pandí transakce mají charakter zapůjčení, nikoliv daru. První takový obchod proběhl během LOH v Los Angeles téhož roku a Čína si nechala platit za dvě pandy celkem 100 000 dolarů měsíčně. Od roku 1991 se začaly pandy půjčovat na delší, předem stanovenou dobu (10–15 let). Standardní podmínky pronájmu obsahují poplatek až 1 milionu dolarů za rok a klauzuli o vlastnictví případně narozených mláďat Čínskou lidovou republikou. Výjimkami z pronájmu bylo darování páru do Hongkongu v roce 2007 u příležitosti 10. výročí návratu pod čínskou správu  a na Tchaj-wan v roce 2008 (Tuan Tuan a Jüan Jüan) – tchajpejské zoo navíc bylo umožněno ponechat si narozená medvíďata.
V roce 2008 silné zemětřesení v S’-čchuanu poničilo zařízení chovající pandy a bylo potřeba přemístit 60 zvířat. Část z nich byla postupně přepravena do zemí, se kterými uzavřela Čína výhodné obchodní dohody (např. Skotsko resp. Spojené království, Japonsko, Kanada, či Francie) a nebo které jí poskytovaly strategické suroviny jako například uran (Austrálie).

## Mezinárodní ohlasy
Ostatními zeměmi jsou pandy velké chápány jako diplomatické korouhvičky, symbolizující současný stav vztahů s Čínou. Během návštěvy v květnu 2008 čínský prezident Chu Ťin-tchao oznámil zapůjčení dvou pand Japonsku se slovy „Pandy velké jsou v Japonsku velmi populární a jsou symbolem přátelských vztahů mezi Japonskem a Čínou.“ Samotné zacházení s pandami může ovlivnit zahraniční politiku – britští diplomaté se například obávali, že přesun pandy z londýnské zoo do Moskvy v roce 1964 by mohl zhoršit napjaté čínsko-sovětské vztahy. V lednu 2006 byl americký náměstek ministerstva zahraničí Robert Zoellick během návštěvy S’-čchuanu vyfotografován s pětiměsíčním pandím medvídětem v náručí. Pořízený obrázek byl čínskými médii iterpretován jako Zoellickova podpora pro lepší americko-čínské vztahy. Podobně jsou čínskými médii používány fotografie mnoha zahraničních státníků.

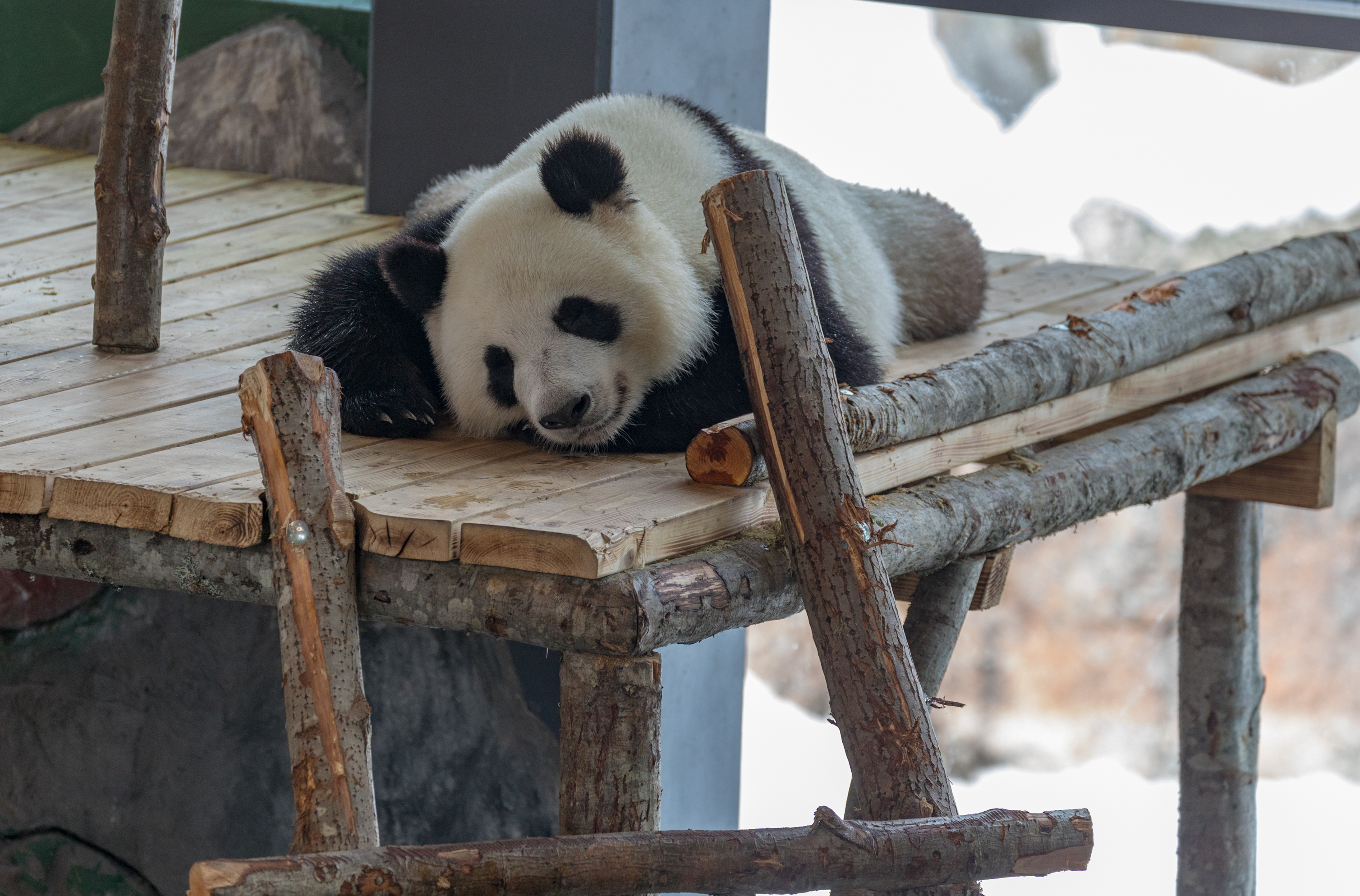
Jedna ze dvou pand velkých v zoo ve finském Ähtäri, 2018

V roce 2014 bylo kvůli zmizení letu MH370 o měsíc odloženo doručení páru pand (Fu Wa a Feng-i) do Malajsie k oslavě 40. výročí navázání diplomatických vztahů mezi zeměmi.
Indonésie získala v roce 2017 pro zoo Taman Safari v metropolitní oblasti Jakarty dvě pandy Cchaj Tchao a Chu Čchun k 60. výročí čínsko-indonéských vztahů.
V roce 2018 se Finsko zavázalo k respektování politiky jedné Číny díky čemuž byly poskytnuty zoo ve městě Ähtäri dvě pandy Ťin Pao a Chua Pao (místními jmény Lumi a Pyry).
V červnu 2019 během státní návštěvy Ruska zapůjčil čínský prezident Si Ťin-pching dvě pandy Žu Ji a Ting Ting pro nově postavený pandí pavilon Moskevské zoo na 15 let. Prezident Putin je přijal s „velikým respektem, jako znak Číny a známku přátelství a důvěry.“

### Pandy v pražské zoo
Pandu velkou chtěla od roku 2020 chovat také Zoo Praha. Kvůli vysokým finančním nákladům však nové vedení hlavního města chov pand zamítlo a prezident Miloš Zeman o ně nepožádal. Pražský magistrát měl později výhrady k partnerské smlouvě s Pekingem, podle které se Praha zavázala respektovat politiku jedné Číny, čímž se znemožnilo zapůjčení v budoucnosti a pavilon pro pandy a langury čínské za 200 milionů korun nakonec postaven nebyl. Po uzavření partnerské smlouvy s hlavním městem Tchaj-wanu získala pražská zoo v květnu 2022 pár kriticky ohrožených luskounů krátkoocasých.